# Otto Gisevius
Otto Gisevius (* 16. Juli 1821 Hohenstein, Masuren; † 12. Februar 1871 in Allenstein) war ein deutscher Richter und Verwaltungsjurist in Ostpreußen.
Seine Eltern waren der Domänen-Rentmeister in Königsberg, Ostpreußen Johann Gottlieb Gisevius und der Friederike Pfeifer.

## Leben
Er besuchte das Altstädtische Gymnasium in  Königsberg i. Pr. Nach dem Abitur studierte er an der Albertus-Universität Königsberg Rechtswissenschaft. Im Sommersemester 1844 wurde er Mitglied des Corps Masovia. Nach den Examen und der Auskultatorausbildung war er  Kreisrichter. Am 6. Juli 1861 wurde er zum  Landrat des  Kreises Allenstein bestellt. In dem Amt blieb er bis zu seinem Tod im 50. Lebensjahr.
Er heiratete Charlotte Adolphine Therese Gisevius (1824–1884), die Tochter des Land- und Stadtrichters in Wormditt Wilhelm Karl Ludwig Gisevius (1797–1881) und der Caroline Simonetti. der Agrarökonom Paul Gisevius ist deren Sohn.

## Veröffentlichungen
- Entgegnung auf die Denkschrift des Comité's in Thorn: „Wie ist die Eisenbahn Thorn–Königsberg (Bartenstein) am schnellsten und billigsten herzustellen?“ Allenstein 1865.